# Hugo Lindenberg
Œuvres principales
Un jour ce sera vide (2020)
Hugo Lindenberg, né 21 octobre 1978 à Paris, est un écrivain et journaliste français.

## Biographie
Hugo Lindenberg est le fils de l'historien, essayiste et journaliste Daniel Lindenberg.
Il est diplômé en 2001 d’une maitrise de droit public à l’'Université Paris I-Panthéon-Sorbonne, puis d’un master de journalisme de l’ESJ Lille en 2005. Hugo Lindenberg devient alors journaliste de presse écrite pour divers magazines, notamment Ça m'intéresse et Les Inrocks,.
En 2012, il participe au lancement du magazine Neon. L’année suivante, il devient rédacteur en chef adjoint du magazine Stylist. Il est également rédacteur en chef de Machin Chose, un magazine masculin gratuit à partir de 2017. Il exerce ses fonctions jusqu’en 2018. Depuis 2019, il est journaliste indépendant.
Il publie son premier roman Un jour ce sera vide aux Christian Bourgois éditeur en 2020 qui reçoit le  prix du Livre Inter en juin 2021.

## Œuvre
- Un jour ce sera vide (roman), Christian Bourgois éditeur, 2020  (ISBN 978-2-267-03267-3) – Prix Le Temps retrouvé 2020, Prix du Livre Inter 2021[9] et Prix Françoise-Sagan 2021[10] fait partie de la sélection du prix Femina des lycéens 2020[11], ainsi que des deux premières sélections du prix Femina 2020[12].
- La nuit imaginaire (roman), Flammarion, 23 août 2023  (ISBN 2080427598)